# 효민
효민(본명: 박선영, 朴宣映, 1989년 5월 30일 ~ )은 대한민국의 가수이자 배우로 걸그룹 티아라의 멤버이다.

## 생애
1989년 5월 30일, 안양에서 무남독녀 외딸로 태어났다. 서울에서 성장하였다. 서울신기초등학교로 전학을 간 뒤 졸업을 했으며 목일중학교와 신목고등학교를 졸업하고, 성균관대학교 연기예술학과를 졸업했다. 티아라 데뷔에 앞선 2005년 연기자로 신고식을 치렀다. 효민은 중학교 때부터 연기 학원을 다녔으며 뮤지컬에 대한 공부를 하다가 음악에 빠져 들었다고 한다.

## 학력
- 서울신기초등학교 (졸업)
- 목일중학교 (졸업)
- 신목고등학교 (졸업)
- 성균관대학교 연기예술학과 (졸업)

## 음반
- 2011년 2월 10일 효민 《Beautiful Girl》
- 2014년 6월 30일 효민 《Make Up》
- 2016년 3월 17일 효민 《Sketch》
- 2017년 12월 7일 효민 《Vision》
- 2017년 12월 21일 효민 《Just One More》
- 2018년 7월 15일 효민 《I Love You》
- 2018년 9월 12일 효민 《Mango》
- 2019년 1월 20일 효민 《U Um U Um》
- 2019년 2월 20일 효민 《입꼬리》

### 참여 음반
- 2010년 5월 이보람, 지연 《커피하우스 OST Part.3》

### 피처링
- Color Pink - Blue Moon
- 황정음 - N-Time

## 출연 작품

### 텔레비전
| 연도      | 방송사                     | 제목                      | 역할                      | 비고     |
| --------- | -------------------------- | ------------------------- | ------------------------- | -------- |
| 2005      | KBS2                       | 쾌걸춘향                  | 고등학생(단역)            |          |
| 2009~2010 | KBS2                       | 청춘불패                  |                           | 58부작   |
| 2010      | SBS                        | 내 여자친구는 구미호      | 반선녀                    | 16부작   |
| 2011      | MBC                        | 계백                      | 초영                      | 36부작   |
| 2012      | MBC                        | 우리 결혼했어요 중국판    |                           |          |
| 2012      | MBC                        | 천 번째 남자              | 구미모                    | 8부작    |
| 2016      | 온스타일                   | 매력 티비                 |                           |          |
| 2016      | E채널                      | 직진의 달인               |                           |          |
| 2017      | JTBC                       | 믹스앤더시티              |                           |          |
| 2018      | MBC                        | 미스터리 음악쇼 복면가왕  | 꽃게만 걷게 해줄게 게자리 | <참가자> |
| 2019년    | JTBC(방송)&JTBC2(자체제작) | 바람난 언니들             |                           | 10부작   |
| 2022년    | MBC                        | 생방송 행복드림 로또 6/45 | 게스트                    | 1017회   |

### 영화
| 연도 | 제목                         | 역할        | 비고 |
| ---- | ---------------------------- | ----------- | ---- |
| 2011 | 기생령                       | 유린        |      |
| 2013 | ジンクス!!! (연애 징크스!!!) | ジホ (지호) |      |

### 뮤지컬
- 우리뮤지컬 진짜진짜 좋아해 (2009년~2010년)

### 뮤직 비디오
- 2006년 SS501 - Unlock[4]
- 2008년 SG 워너비 - 멋지게 이별[5]
- 2008년 FT아일랜드 - Heaven

### 웹드라마
- 2015년 네이버 TV캐스트 달콤한 유혹(사랑할 때 비가 온다) - 효진 역

## 수상
- 2011년 MBC 드라마대상 미니시리즈부문 여자 신인상 《계백》[6]
- 2017년 중국 최대 시상식 인위에타이 최고 여자가수상[7]